# Antistoffen tegen cyclische, gecitrullineerde peptiden
Antistoffen tegen cyclische, gecitrullineerde peptiden of CCP-antistoffen zijn antistoffen tegen gecitrullineerde lichaamseigen eiwitten, zoals filaggrine. Filaggrine is een belangrijk eiwit in de vorming van de hoornlaag van de huid. De antistoffen blijken juist tegen de citrulline-residuen in dit eiwit gericht. Om een extra gevoelige test te krijgen, is een kunstmatige variant van een gedeelte van het filaggrine genomen, wat tot een cirkel gevormd is om de citrulline goed bereikbaar te maken voor het afweersysteem. Dit is het z.g. cyclische, gecitrullineerde peptide (CCP).
Er is een laboratoriumtest die de CCP-antistoffen kan meten. Patiënten met de ziekte reumatoïde artritis vormen het eiwit CCP. In reactie hierop vormt het lichaam antistoffen tegen dit CCP (CCP-antistoffen, ook wel anti-CCP). Deze antistoffen worden gemeten als hulpmiddel bij het stellen van de diagnose reumatoïde artritis (RA). Om RA vast te stellen kunnen naast anti-CCP ook reumafactoren (RF) gemeten worden. Anti-CCP en RF hebben dezelfde sensitiviteit (~50%), maar anti-CCP heeft een hogere specificiteit dan RF (95% vs. 70%), doordat ook andere ontstekings- en infectieziekten verhoogde RF-uitslagen geven. Belangrijk is dat CCP-antistoffen in een eerder stadium van de ziekte aantoonbaar zijn dan RF. Zelfs als de klachten nog onduidelijk zijn, kan de anti-CCP-test extra informatie geven. CCP-antistoffen worden vaak gemeten met een ELISA.